# Lymantriades mimetica
Lymantriades mimetica är en fjärilsart som beskrevs av Robinson 1969. Lymantriades mimetica ingår i släktet Lymantriades och familjen tofsspinnare. Inga underarter finns listade i Catalogue of Life.